# Beaulieu-en-Argonne
Beaulieu-en-Argonne è un comune francese di 38 abitanti situato nel dipartimento della Mosa nella regione del Grand Est.

## Società

### Evoluzione demografica
Abitanti censiti